# Иркаев, Николай Лазаревич
Никола́й Ла́заревич Ирка́ев (псевдоним эрз. Никул Эркай) (22 мая[уточнить по какому стилю] 1906 года, Курилово, Саранский уезд, Пензенская губерния  — 15 июня 1978 года, Саранск, Мордовская АССР) — мордовский советский поэт, прозаик, драматург, переводчик.

## Биография
Родился в селе Курилово Саранского уезда Пензенской губернии (ныне — в Ромодановском районе Мордовии), в эрзянской крестьянской семье.
В 1927 году окончил Пензенскую партийную школу, в 1930 — Всесоюзный коммунистический институт журналистики. В 1933 году работал в НИИ мордовской культуры.
Литературную деятельность начал в конце 20-х годов. Первый поэтический сборник «Модась окстомсь» («Земля обновилась») вышел в 1932 году в Саранске, затем сборник очерков и рассказов «Корёнтнэ наксадсть» («Корни сгнили»).
С 1934 года работал в редакциях газет «Якстере теште», «Эрзянь коммуна», «Советский артист», «Полярная кочегарка» и в журнале «Сурань толт». В этом же году стал членом союза писателей СССР. Участвовал в первом съезде писателей СССР.
В 1936 году была издана поэма «Моро Ратордо» («Песнь о Раторе»), посвящённая истории мордовского народа. Во второй половине 1930-х годов были также изданы пьесы «Не рой другому яму», сказки и рассказы для детей.
В послевоенные годы Иркаев активно сотрудничал с центральными газетами и журналами, такими как «Литературная жизнь», «Литературная газета», «Литературная Россия», «Дружба народов».
В 1945 году был издан сборник произведений «Кочказъ лирика» («Избранная лирика»), в 1952 году — сборник «Стихт ды поэмат» («Стихотворения и поэмы»), в 1959 году — «Тундань сад» («Весенний сад»), в 1965 году — «Теплынь».
Повести Н. Л. Иркаева: «Алёшка» (1959), «Берёзовая вода» (1963), «Новая родня» (1966), "Митяевы мечтания (1975), «Шураган» (1980).
В 1970 году Иркаев был депутатом Верховного Совета СССР.
В 1981 году, уже после смерти писателя, вышел ещё один сборник его произведений «Родники души».
Иркаев перевёл на эрзянский язык некоторые произведения Н. В. Гоголя, А. С. Пушкина, М. Горького, Тараса Шевченко, Дж. Г. Байрона, В. В. Маяковского и других писателей.
В 1986 году в связи с 80-летием со дня рождения Никула Эркая его именем была названа улица в Саранске.

## Звания и награды
Заслуженный поэт Мордовской АССР (1960), Лауреат Государственной премии Мордовской АССР (1975). Награждён орденом Трудового Красного Знамени, орденом «Знак почёта», медалями.